# Colletes kipyatkovi
Colletes kipyatkovi (лат.) — вид пчел рода Colletes из семейства Colletidae. Казахстан (Жамбылская и Кызылординская области).

## Описание
Длина тела от 8 до 9 мм. Отличается гладким мезоскутумом. Основная окраска покровов чёрная, тело покрыто многочисленными волосками белого цвета. Ноги и мандибулы красновато-коричневые. Голова (кроме клипеуса и глаз) с длинными беловато-серыми волосками. Скутеллюм спереди гладкий и блестящий. Крылья прозрачные с желтоватым оттенком, жилки желтовато-коричневые. Биологические особенности не известны. Вид был впервые описан в 2015 году британским энтомологом М. Кульманном (Department of Life Sciences, The Natural History Museum, Лондон, Великобритания) и российским гименоптерологом М. Ю. Прощалыкиным (Биолого-почвенный институт ДВО РАН, Владивосток, Россия). Принадлежность таксона C. kipyatkovi к каким-либо видовым группам не определена. Видовое название дано в честь крупного российского мирмеколога профессора Владилена Евгеньевича Кипяткова (1949—2012).